# Marek Gedl
Marek Gedl (Bielsko-Biała, 1934. június 30. – 2014. szeptember 26.) lengyel bronz- és vaskoros régészprofesszor.

## Élete
1955-ben végzett a krakkói Jagelló Egyetemen, 1960-ban doktorált, 1966-ban habilitált. 1976-ban docens, 1983-ban pedig professzorrá nevezték ki. 1971-1985 között a Lengyel Régészeti Tanszék vezetője, 1973-1984 között a Jagelló Egyetem muzeológiai posztgraduális tanulmányok igazgatója. 1981-1987 között a Jagelló Egyetem Régészeti Intézetének igazgatóhelyettese, 1985-től az intézet Bronzkori Régészeti Tanszékének vezetője.
A Lengyel Tudományos Akadémia protohisztóriai bizottságának alelnöke, a Polska Akademia Umiejętności történelem-filozófia karának tagja és 1992-től levelező tagja, ill. a Német Régészeti Intézet tagja volt. Az Acta Archaeologica Carpathica szerkesztőbizottságának tagja.
Krakkóban helyezték örök nyugalomra a Rakowicki temetőben.

## Elismerései és kitüntetései
- 1999 Polonia Restituta rend, tiszti és lovagi kereszt
- Arany Érdemkereszt
- Nemzeti Oktatási Bizottság érme
- Doctor honoris causa (Rzeszówi Egyetem)[1]
- Laur Jagielloński (Jagelló Egyetem)
- Kietrz díszpolgára

## Művei
- 1961 Uwagi o gospodarce i strukturze społecznej ludności kultury łużyckiej w południowej Polsce. Kraków
- 1962 Kultura łużycka na Górnym Śląsku. Wrocław-Warszawa
- 1964 Szkieletowy obrządek pogrzebowy w kulturze łużyckiej. Kraków
- 1975 Kultura łużycka. Kraków
- 1985 Schyłek kultury łużyckiej w południowo-zachodniej Polsce. Warszawa-Kraków